# شوتا كوباياشي
شوتا كوباياشي (باليابانية: 古林 将太) (11 مايو 1991 في كاناغاوا في اليابان – )؛ هو لاعب كرة قدم ياباني سابق كان يلعب كمدافع.

## وصلات خارجية
- شوتا كوباياشي على موقع رابطة كرة القدم اليابانية للمحترفين (اليابانية)
- شوتا كوباياشي على موقع قاعدة بيانات كرة القدم.إي يو (الإنجليزية)
- شوتا كوباياشي على موقع Soccerway.com (الإنجليزية)
- شوتا كوباياشي على موقع عالم كرة القدم.نت (الإنجليزية)
- شوتا كوباياشي على موقع كووورة